# ميخايلوف (مقاطعة ريازان)
ميخايلوف، ريازان أوبلاست (بالروسية: Михайлов) هي إحدى مدن روسيا في الكيان الفدرالي الروسي ريازان أوبلاست.